# Jewgieni Krasnopolski
Jewgieni Krasnopolski (hebr. ‏יבגני קרסנופולסקי‎, ukr. Євгеній Краснопольський; ur. 4 października 1988 w Kijowie) – izraelski łyżwiarz figurowy występujący początkowo jako solista, a następnie w parach sportowych, trzykrotny olimpijczyk z lat 2014–2022.
Podczas ceremonii otwarcia Zimowych Igrzyskach Olimpijskich 2022 był chorążym reprezentacji Izraela.

## Życie prywatne
Pochodzi z rodziny radzieckich Żydów. W wieku 3 lat wraz z rodzicami wyemigrował do Izraela.

## Udział w zawodach międzynarodowych
| Impreza                     | Rok        | Gospodarz     | Partnerka           | Miejsce |                      |      |       |                   |     |
| --------------------------- | ---------- | ------------- | ------------------- | ------- | -------------------- | ---- | ----- | ----------------- | --- |
| Impreza                     | Rok        | Gospodarz     | Partnerka           | Miejsce | Igrzyska olimpijskie | 2014 | Soczi | Andrea Davidovich | 15. |
| 2018                        | Pjongczang | Paige Conners | 19.                 |         | Igrzyska olimpijskie |      |       |                   |     |
| 2022                        | Pekin      | Hailey Kops   | 15.                 |         | Igrzyska olimpijskie |      |       |                   |     |
| Mistrzostwa świata          | 2010       | Turyn         | Danielle Montalbano | 25.     |                      |      |       |                   |     |
| Mistrzostwa świata          | 2011       | Moskwa        | Danielle Montalbano | 20.     |                      |      |       |                   |     |
| Mistrzostwa świata          | 2012       | Nicea         | Danielle Montalbano | 17.     |                      |      |       |                   |     |
| Mistrzostwa świata          | 2016       | Boston        | Adel Tankova        | 19.     |                      |      |       |                   |     |
| Mistrzostwa świata          | 2018       | Mediolan      | Paige Conners       | 19.     |                      |      |       |                   |     |
| Mistrzostwa świata          | 2021       | Sztokholm     | Anna Vernikov       | 19.     |                      |      |       |                   |     |
| Mistrzostwa świata          | 2022       | Montpellier   | Hailey Kops         | 12.     |                      |      |       |                   |     |
| Mistrzostwa Europy          | 2010       | Tallinn       | Danielle Montalbano | 18.     |                      |      |       |                   |     |
| Mistrzostwa Europy          | 2012       | Sheffield     | Danielle Montalbano | 11.     |                      |      |       |                   |     |
| Mistrzostwa Europy          | 2014       | Budapeszt     | Andrea Davidovich   | 7.      |                      |      |       |                   |     |
| Mistrzostwa Europy          | 2016       | Bratysława    | Adel Tankova        | 13.     |                      |      |       |                   |     |
| Mistrzostwa Europy          | 2018       | Moskwa        | Paige Conners       | 9.      |                      |      |       |                   |     |
| Mistrzostwa Europy          | 2020       | Graz          | Anna Vernikov       | 13.     |                      |      |       |                   |     |
| Mistrzostwa świata juniorów | 2007       | Oberstdorf    | solista             | 38.     |                      |      |       |                   |     |
| Mistrzostwa świata juniorów | 2008       | Sofia         | solista             | 30.     |                      |      |       |                   |     |